# Bike Aid/Saison 2015
Dieser Artikel listet Erfolge und Fahrer des Radsportteams Bike Aid in der Saison 2015 auf.

## Erfolge in der UCI Africa Tour
In der Saison 2015 gelangen dem Team nachstehende Erfolge in der UCI Africa Tour.
| Datum        | Rennen                   | Kat. | Sieger         |
| ------------ | ------------------------ | ---- | -------------- |
| 16. November | 1. Etappe Tour of Rwanda | 2.2  | Mekseb Debesay |
| 19. November | 4. Etappe Tour of Rwanda | 2.2  | Mekseb Debesay |

## Erfolge in der UCI America Tour
In der Saison 2015 gelangen dem Team nachstehende Erfolge in der UCI America Tour.
| Datum       | Rennen                                                       | Kat. | Sieger        |
| ----------- | ------------------------------------------------------------ | ---- | ------------- |
| 25. Februar | 4. Etappe Vuelta Independencia Nacional República Dominicana | 2.2  | Yannick Mayer |

## Abgänge – Zugänge
| Zugänge             | Team 2014                    | Abgänge             | Team 2015      |
| ------------------- | ---------------------------- | ------------------- | -------------- |
| Christoph Schweizer | Synergy Baku Cycling Project | Christian Dörle     | Unbekannt      |
| Maarten de Jonge    | Terengganu Cycling Team      | Michael Humbert     | Unbekannt      |
| Richard Laizer      | Neoprofi                     | Abdou-Raouf Akanga  | Unbekannt      |
| Nikodemus Holler    | Team Stuttgart               | Richard Stockhausen | Team Heizomat  |
| Joschka Beck        |                              | Karsten Keunecke    | Unbekannt      |
| Jonas Leefmann      |                              | Lars Pria           | Rietumu-Delfin |
| Kyle Buckosky       |                              | Justin Wolf         | Unbekannt      |
| Jacob Schwingboth   | H&R Block                    | Elmar Hantzsch      | Unbekannt      |

## Mannschaft
| Name                   | Geburtstag         | Nationalität |
| ---------------------- | ------------------ | ------------ |
| Joschka Beck           | 22. März 1993      | Deutschland  |
| Daniel Bichlmann       | 18. August 1988    | Deutschland  |
| Kyle Buckosky          | 15. September 1993 | Kanada       |
| Mekseb Debesay         | 15. Juni 1991      | Eritrea      |
| Maarten de Jonge       | 9. März 1985       | Niederlande  |
| Fabian Fritz           | 8. Juni 1994       | Deutschland  |
| Nikodemus Holler       | 4. Mai 1991        | Deutschland  |
| Richard Laizer         | 1. Juli 1989       | Tansania     |
| Patrick Lechner        | 12. Dezember 1988  | Deutschland  |
| Jonas Leefmann         | 14. Juni 1982      | Deutschland  |
| Yannick Mayer          | 15. Februar 1991   | Deutschland  |
| Meron Amanuel Mengstab | 10. Juni 1990      | Eritrea      |
| Timo Schäfer           | 9. August 1982     | Deutschland  |
| Matthias Schnapka      | 27. Juli 1980      | Deutschland  |
| Christoph Schweizer    | 4. März 1986       | Deutschland  |
| Jacob Schwingboth      | 4. September 1991  | Kanada       |

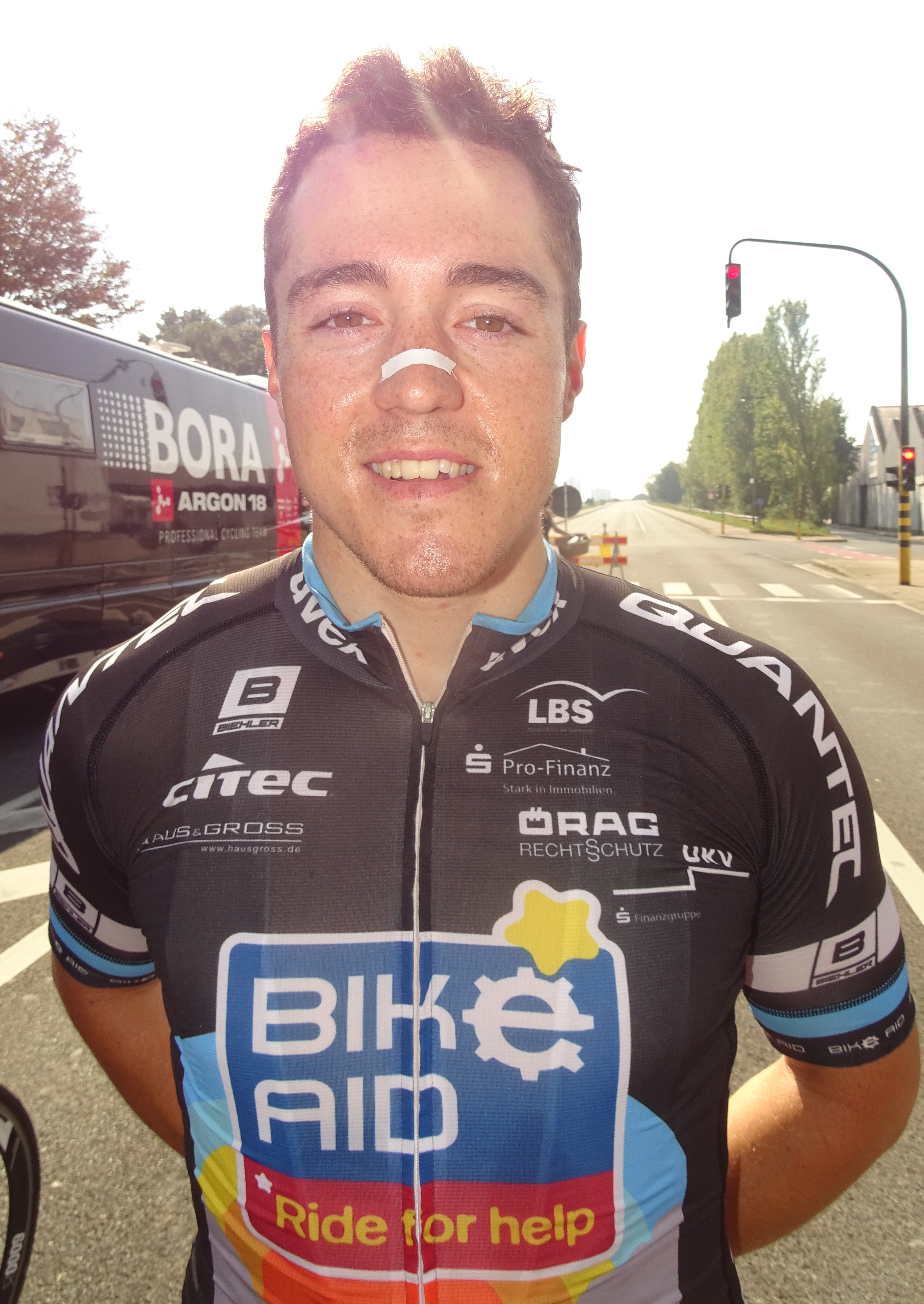
Yannick Mayer.
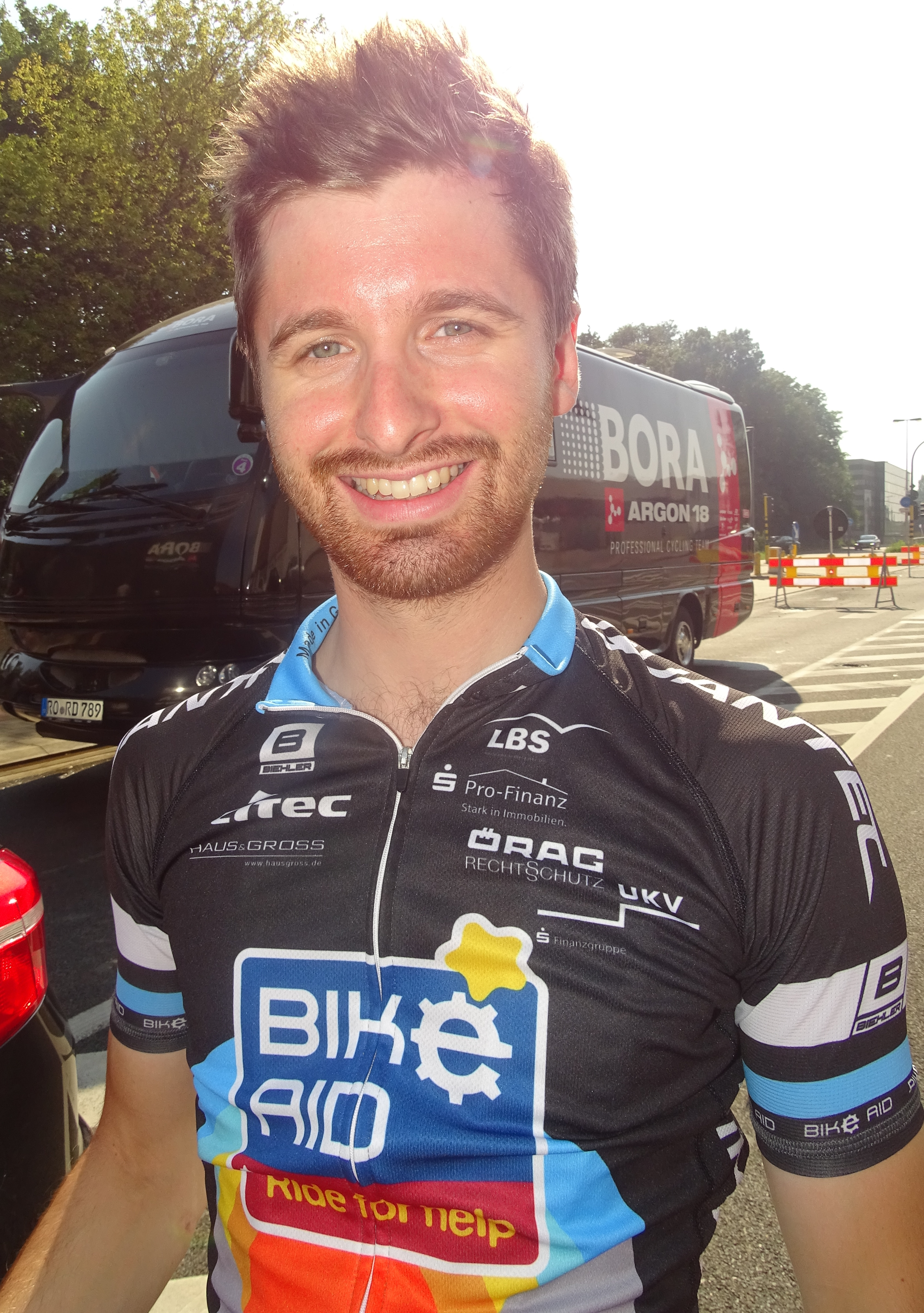
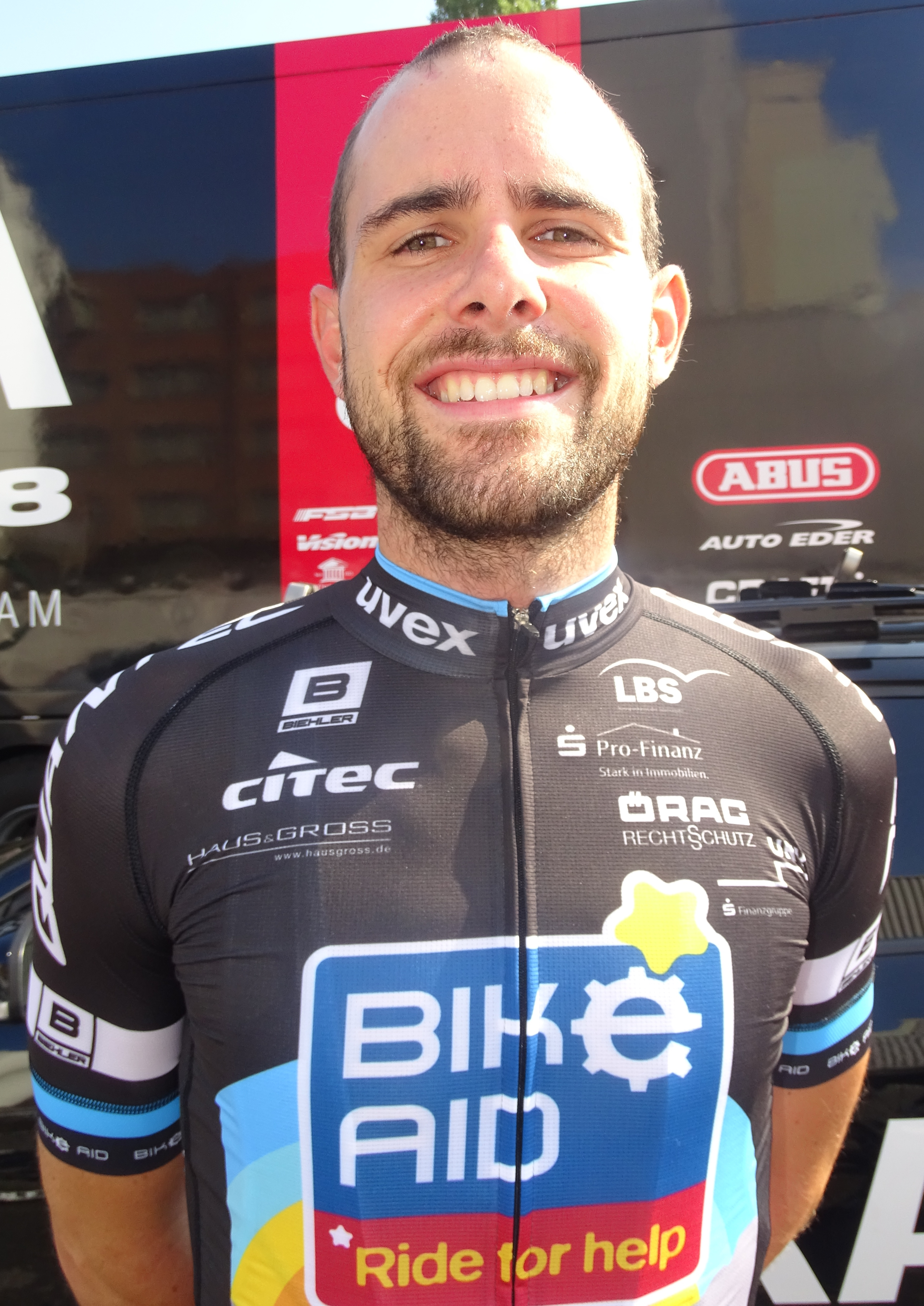
Patrick Lechner
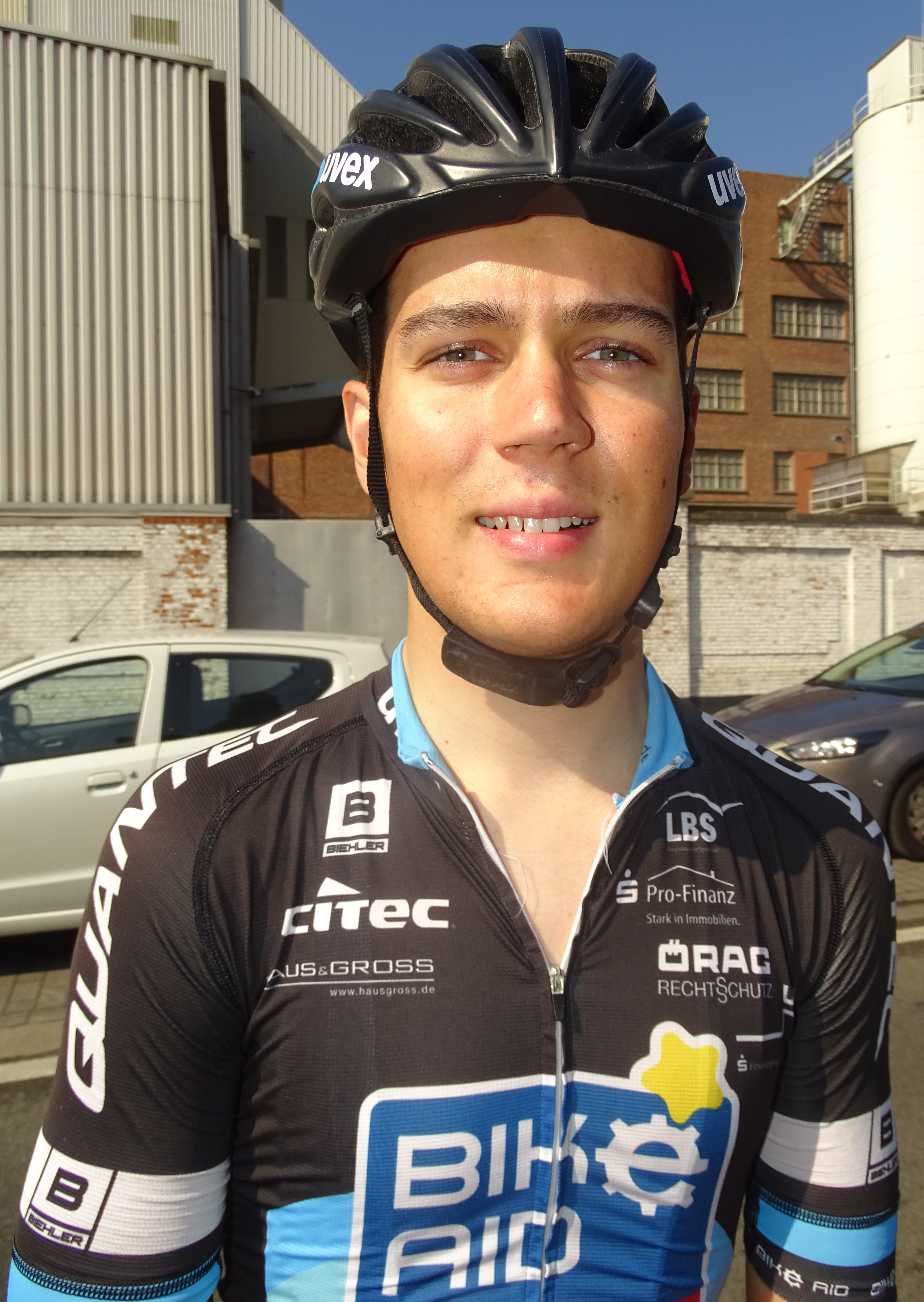
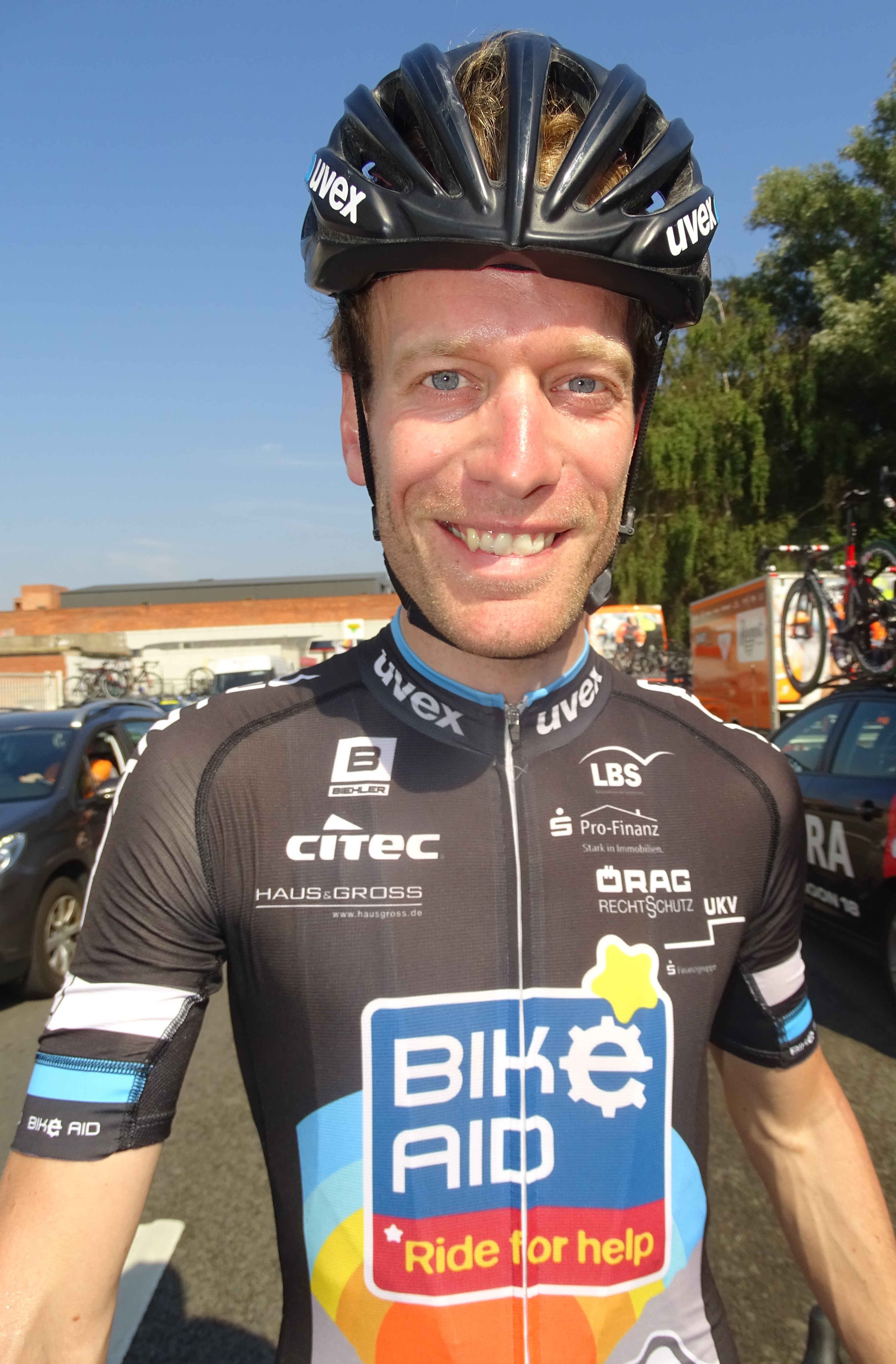
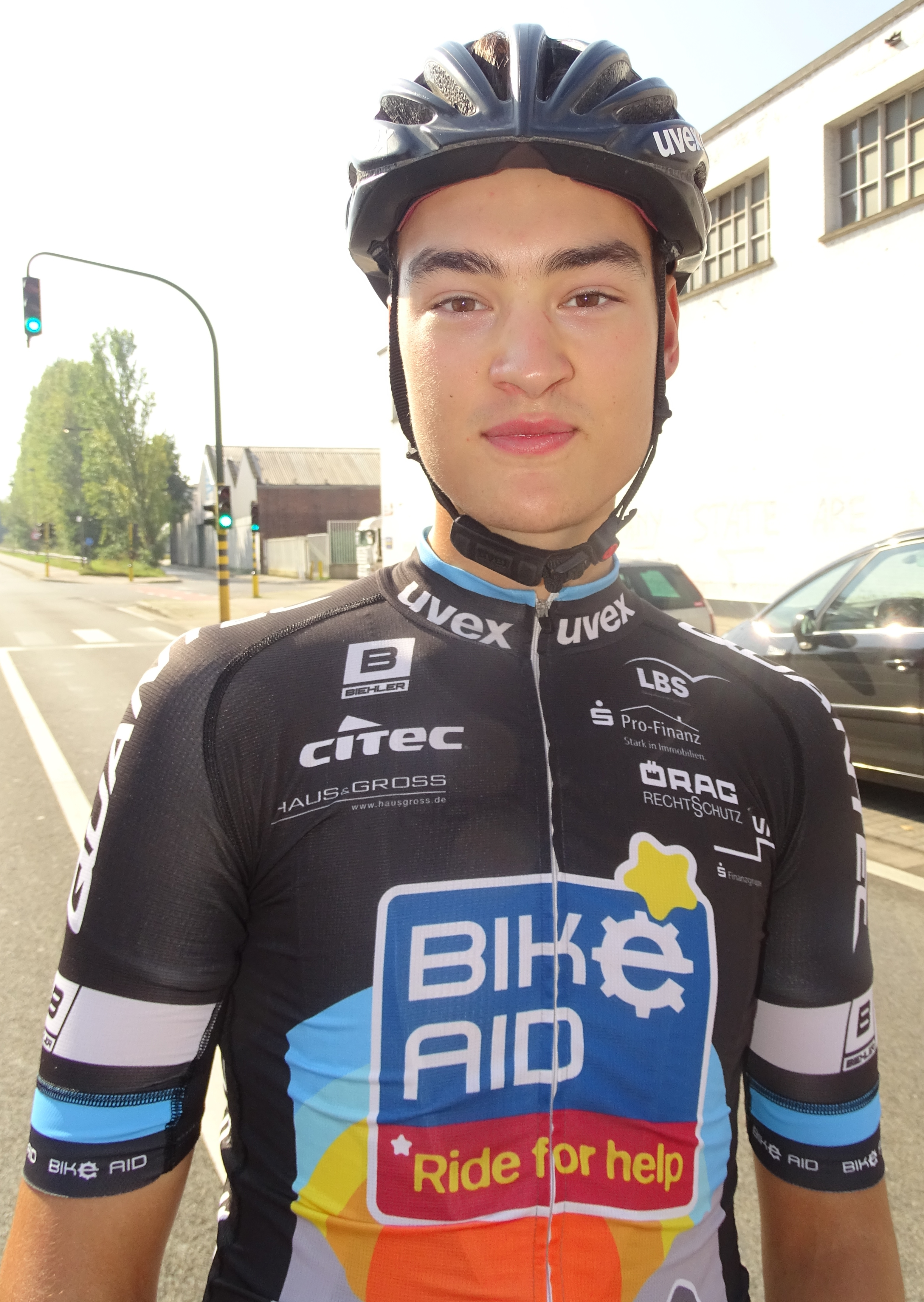